# Нетушил, Анатолий Владимирович
Анатолий Владимирович Нетушил (18 января 1915, Харьков — 8 января 1998, Москва) — доктор технических наук, профессор,  учёный-электротехник, заслуженный деятель науки и техники РСФСР, действительный член Академии электротехнических наук РФ.

## Биография
Родился 18 января 1915 года в Харькове в семье потомственных интеллигентов. Отец — Владимир Иванович — горный инженер, окончивший Петербургский горный институт. Мать Елизавета Ивановна — врач, окончила в Петербурге Женский медицинский институт. Дед по отцовской линии — Иван Нетушил, учёный в области латинского и греческого языков, истории Древнего Рима — был ректором Харьковского университета в 1912—1919 годах и членом Российской Императорской Академии наук.
С 1930 по 1932 год А. В. Нетушил работал и учился в ФЗУ при Харьковских трамвайных мастерских.
В 1932 году приехал в Москву и поступил в недавно организованный Московский энергетический институт. Стал студентом факультета ЭМАС. Параллельно с учёбой работал и занимался научной работой в вечернее время в лаборатории института. Результатом работы стал патент (в соавторстве с двумя другими студентами) на изобретение «устройства для регистрации электрических импульсов, проходящих через тиритовый разрядник». Учеба и работа под руководством таких ученых, как С. А. Лебедев, К. А. Круг и К. М. Поливанов, определили его научные интересы, взгляды и стиль работы.
Весной 1937 года после защиты дипломного проекта Нетушил получил направление на работу в ВЭИ, однако, как сын «врага народа», поддерживающий связь с репрессированным отцом, не был принят. В результате он устроился инженером в отделе подстанций центрального отделения Треста электрификации промышленности Минстроя СССР.
В годы Великой Отечественной войны с 1941 по 1945 год работал начальником наладочной группы треста «Сибуралэлектромонтаж» Минстроя. За наладку и пуск доменной печи на Челябинском металлургическом заводе он был награждён в 1945 году медалью «За трудовую доблесть», а в 1946 году — медалью «За доблестный труд в Великой Отечественной войне».
В 1945 году А. В. Нетушил начал педагогическую деятельность ассистентом кафедры теоретических основ электротехники Московского энергетического института, одновременно работая заместителем главного инженера научно-исследовательской лаборатории предприятия «Центроэлектромонтаж».
В 1947 году защитил кандидатскую диссертацию на тему «Анализ триггерных элементов электронных счетных схем», официальными оппонентами по которой были С. А. Лебедев и А. А. Фельдбаум.
В 1953 году за исследования, связанные с расчетом полей при высокочастотном нагреве неметаллических материалов, Нетушилу была присуждена степень доктора технических наук, а в 1954 году присвоено звание профессора.
Нетушил с 1958 по 1961 год был первым деканом факультета автоматики и вычислительной техники, ставшим одним из первых кибернетических центров в системе вузов.
С 1960 по 1971 год заведовал кафедрой автоматики и телемеханики МЭИ. Как заведующий кафедрой, способствовал развитию различных научных школ, возглавлявшихся профессорами кафедры, привлекал к чтению лекций ведущих ученых в области автоматического управления из Института проблем управления — А. А. Фельдбаума, Я. З. Цыпкина, А. А. Воронова и других.
В 1972 году Нетушил перешел в Московский институт тонкой химической технологии им. М.В. Ломоносова, где проработал до последних дней жизни: с 1972 по 1985 год в должности заведующего кафедрой электротехники и электроники.
Большое внимание Нетушил уделял подготовке инженерных и научных кадров. Три учебника по теоретическим основам электротехники, написанных с участием Нетушила, неоднократно переиздавались и переведены на ряд иностранных языков.
Более двадцати лет Нетушил был членом редколлегии и руководителем теоретической секции журнала «Электричество», членом редколлегий журналов «Известия ВУЗов-Электромеханика», «Известия ВУЗов-Радиоэлектроника», научно-методического сборника «Электротехника». Им и его учениками были написаны статьи для БСЭ и «Электротехнической энциклопедии».
Им подготовлены 24 доктора наук, свыше 100 кандидатов технических наук. Суммарное число опубликованных работ школы Нетушила составляет около двух тысяч. В том числе 14 монографий, 11 учебников и учебных пособий, свыше 40 авторских свидетельств и патентов.

## Память
В 1998 году кафедре электротехники и электроники МИТХТ им. М. В. Ломоносова было присвоено имя А. В. Нетушила. На кафедре расположена мемориальная витрина, в которой хранятся первые издания работ Анатолия Владимировича, его рукописи, фотографии.
В зале заседаний Ученого Совета его портрет соседствует с портретами других выдающихся ученых МИТХТ.